# Stollen (Literatur)
Als Stollen bezeichnet man in der deutschen Verslehre die beiden metrisch und musikalisch identischen Teile, die den Aufgesang der deutschen Kanzonenstrophe bilden, entsprechend auch in den von der Kanzonenstrophe abgeleiteten Formen, der Meistersangstrophe und der Barform ab dem 19. Jahrhundert. In der ursprünglichen italienischen Form der Kanzonenstrophe heißen die Stollen piedi („Füße“).
Das Wort Stollen bedeutet eigentlich „Stütze“ oder „Pfosten“, der metrische Begriff ist ab 1350 belegt.
Der erste Stollen wird im Meistersang Gesätz genannt, der zweite Gegenstollen heißt dort Gebäude.
Die Stollen sind mindestens zwei Verse lang und mit den Versen des anderen Stollens meist durch Kreuzreim verbunden. Jeder Stollen ist für sich kürzer als der dem Aufgesang folgende Abgesang, zusammengenommen sind sie aber länger. Dreizeilige Stollen werden Terzinenstollen genannt.
Nach Wilhelm Grimm werden auch die stabreimenden beiden Haupthebungen im Anvers der germanischen Langzeile als „Stollen“ bezeichnet. Grimm folgt dabei der Terminologie von Snorri Sturluson, der die Stäbe im Anvers „Stützen“ (stuðlar) nennt.